# Jorge Barrios
Jorge Wálter Barrios Balestrasse (né le 24 janvier 1961 à Las Piedras en Uruguay) est un joueur de football international uruguayen, qui évoluait au poste de milieu de terrain. Il se reconvertit en entraîneur après sa carrière de joueur.
Son neveu, Jorge Andrés Martínez, est également footballeur.

## Biographie

### Carrière en club
Au cours de sa carrière en club il remporte un championnat de Grèce et un championnat d'Uruguay.

### Carrière en sélection
Avec l'équipe d'Uruguay, il joue 61 matchs (pour 4 buts inscrits) entre 1980 et 1992. 
Il figure dans le groupe des sélectionnés lors de la Coupe du monde de 1986 organisée au Mexique. Lors du mondial, il joue trois matchs : contre l'Allemagne, l'Écosse et enfin l'Argentine.
Il participe également aux Copa América de 1983 et de 1993. En 1983, la sélection uruguayenne remporte la compétition en battant le Brésil.

## Palmarès

### Palmarès en club
| Olympiakos - Championnat de Grèce (1) : - Champion : 1986-87. |  | Peñarol - Championnat d'Uruguay (1) : - Champion : 1993. |

### Palmarès en sélection
Uruguay
- Copa América (1) :
  - Vainqueur : 1983.